# Kick-Ass: The Game
Kick-Ass: The Game es un videojuego beat 'em up desarrollado y publicado por Frozen Codebase (publicado por WHA Entertainment para la versión de PSN) para iOS y PlayStation Network. Se basa en la película y el cómic Kick-Ass, y luego generó una secuela, Kick-Ass 2.
El juego recibió críticas en su mayoría negativas.

## Jugabilidad
La jugabilidad de Kick-Ass es un estilo de arena beat 'em up. Los jugadores pueden elegir jugar con 1 de los 3 personajes (Kick-Ass, Hit-Girl o Big Daddy) en modo individual o cooperativo. Las actualizaciones de armas y los finalizadores del entorno siempre están disponibles en el juego. El juego utiliza ambos joysticks en la PlayStation 3 y es un "tirador de doble palanca" para el iPhone.

## Trama
A diferencia del cómic y la película, la historia del videojuego presenta a los tres personajes desde el principio. Cuando Kick-Ass intenta por primera vez ser un superhéroe, los matones lo golpean. Hit Girl y Big Daddy aparecen y atacan a los matones. El juego comienza después de que Kick-Ass se libera de los matones. Las circunstancias de la historia difieren según el personaje que elija el jugador. Por ejemplo, en la película, los hombres de Frank D'Amico secuestran a Kick-Ass y Big Daddy. En la historia del juego, esto no sería posible si el jugador selecciona a Big Daddy como su personaje, por lo que en ese caso, el juego haría que Hit Girl fuera secuestrada.

## Desarrollo
Ben Geisler, el productor ejecutivo de Frozen Codebase, dijo en una entrevista de GameSpot que decidieron crear un sitio web de redes sociales ficticio llamado "Facespace" en lugar de usar el Myspace real que se usa en la película Kick-Ass debido a "problemas de licencias".

## Lanzamiento
La versión para iOS del juego se lanzó el 17 de abril de 2010, pero desde entonces se retiró del mercado de aplicaciones de Apple. La versión del juego para PlayStation Network se lanzó el 29 de abril de 2010 en América del Norte y el 5 de mayo de 2010 en Europa.

## Recepción
Kick-Ass: The Game recibió críticas "desfavorables" en ambas plataformas según el sitio web de agregación de reseñas Metacritic.

## Secuela
El 14 de agosto de 2014, Freedom Factory Studios lanzó una secuela de beat 'em up, Kick-Ass 2: The Game, basada en la película Kick -Ass 2.